# Малена (фільм)
Малена (італ. Malena) — італійський кінофільм 2000 року, романтична драма, де головну роль зіграли Моніка Беллуччі і італійський актор-початківець Джузеппе Сульфаро. Автор сценарію і режисер — Джузеппе Торнаторе. За основу сценарію режисер взяв однойменну розповідь свого батька Лучіано Вінцензолі.

## Сюжет
Дія фільму відбувається в Сицилії в 1940 році під час Другої світової війни, коли Італія вступила у війну. Чоловік Малени Ніно Скордія покидає свою дружину і вирушає на службу до армії. З часом Малена дізнається, що її чоловік був убитий. Новоспечена вдова намагається впоратися зі своєю втратою і в місті, до якого вона переїхала, Малена стає центром уваги серед всіх місцевих чоловіків, у тому числі й 12-річного Ренато. Однак, попри плітки, вона продовжує залишатись вірною своєму чоловікові. Ренато стає одержимим красою Малени й починає фантазувати про неї.
Ренато продовжує спостерігати, як вона страждає від горя. Малену уникають містяни, які починають говорити про неї тільки погане, просто через її красу.
Вона відвідує свого батька, майже глухого професора латинської мови і регулярно допомагає йому з його справами. Коли наклепницькі листи потрапляють до його рук — їхні відносини зазнають краху і батько перестає довіряти своїй дочці. Водночас війна гіршає. Село піддається бомбардуванню, в результаті якого гине Маленин батько.
Зрештою Малена залишається без коштів на проживання. Дружина місцевого стоматолога викликає її до суду, звинувачуючи її в любовних стосунках зі своїм чоловіком, але Малена була виправдана. Єдина людина, з якою вона мала безневинний роман — армійський офіцер, вирушає геть. Після винесення виправдувального вироку, адвокат Кенторбі, насильно використовує Малену як виплату за юридичні послуги, надані ним. Ренато, спостерігаючи за цією сценою з-за меж її будинку, не втримався і впав з дерева.
Бідність і важке становище змушують Малену стати повією. Коли німецька армія приїжджає в місто, вона віддається німцям. Ренато бачить її в компанії двох німецьких офіцерів і непритомніє.
Його мати й старші дами думають, що він одержимий, і везуть Ренато до церкви для вигнання нечистої сили. Його батько веде хлопчину до борделю, де Ренато займається сексом з однією з повій, фантазуючи, що вона Малена.
По закінченню війни й приходу американських військ, жінки публічно б'ють і принижують Малену. Незабаром вона вирушає в Мессіну. Кілька днів по тому, Ніно Скордія, чоловік Малени, повертається, приводячи в шок всіх жителів. Він знаходить свій будинок заселений людьми, які внаслідок війни втратили свої домівки. Через анонімний лист Ренато повідомляє йому про місце знаходження Малени.
Ніно вирушає до Мессіни, щоб знайти свою дружину. Рік по тому, вони повертаються. Сільські жителі, особливо жінки, дивуючись їхній сміливості, починають говорити про «Синьйору Скордія» з повагою і припиняють ставитися до неї з побоюванням, стверджуючи, що у неї з'явилися зморшки біля очей і вона набрала зайву вагу.
В останній сцені поруч із пляжем, Ренато допомагає Малені зібрати апельсини, які випали з її сумки. Після цього він говорить: «Нехай щастить, місис Малена» (італ. Buona fortuna, Signora Malena) — і їде на своєму велосипеді, дивлячись на неї востаннє, як вона йде.

## У ролях
- Моніка Беллуччі: Маддалена «Малена» Бонсіньоре Скордіа
- Джузеппе Сульфаро: Ренато Аморосо
- Лучано Федеріко: батько Ренато
- Матильда Піана: мати Ренато
- Гаетано Ароніка: лейтенант Антоніно «Ніно» Скордіа
- Габріелла Ді Луціо: коханка барона
- Анджело Пеллегріно: політичний секретар
- Паола Пейс: жінка-лінчувальник
- Джільберто Ідонеа: адвокат Ченторбі
- Піппо Паттавіна: суддя
- Доменіко Дженнаро: фармацевт
- Антоніо Фульфаро: перукар
- П'єтро Нотаріанні: професор Бонсіньор (батько Малени)
- Клаудія Музії: повія
- Лючія Сардо: жінка-лінчувальник
- Орнелла Джусто: повія

## Знімальна група
- Режисер: Джузеппе Торнаторе
- Ідея: Лучано Вінченцоні
- Сценарій: Джузеппе Торнаторе
- Продюсер: Карло Бернасконі, Гарві Вайнштайн
- Виконавчі продюсери: Боб Вайнштайн, Фабріціо Ломбардо, Тереза Монео, Рік Шварц, Маріо Спедалетті
- Оператор: Лайош Колтаї
- Монтаж: Массімо Куалья
- Спецефекти: Девід Буш
- Композитор: Енніо Морріконе
- Художник: Франческо Фрігері
- Костюми: Мауріціо Мілленотті

## Саундтрек
Музику до фільму написав відомий італійський композитор, аранжувальник і диригент Енніо Морріконе. Саундтрек був номінований на премії «Оскар» за найкращий саундтрек і «Золотий глобус» за найкращий саундтрек.
| #   | Назва                             | Тривалість |
| --- | --------------------------------- | ---------- |
| 1.  | «Inchini Ipocriti E Disperazione» | 2:04       |
| 2.  | «Malena»                          | 2:37       |
| 3.  | «Passeggiata In Paese»            | 3:17       |
| 4.  | «Visioni»                         | 2:36       |
| 5.  | «Nella Casa…»                     | 2:16       |
| 6.  | «Malena (Titoli Di Coda)»         | 4:25       |
| 7.  | «Linciaggio»                      | 2:46       |
| 8.  | «Orgia»                           | 1:13       |
| 9.  | «Il Ritorno»                      | 1:47       |
| 10. | «Bisbigli Della Gente»            | 2:42       |
| 11. | «Ma Lamore No»                    | 1:52       |
| 12. | «Casino Bolero»                   | 2:10       |
| 13. | «Altro Casino»                    | 2:17       |
| 14. | «Visioni (Fantasie DAmore)»       | 2:15       |
| 15. | «Cinema Daltri Tempi»             | 3:39       |
| 16. | «Ipocrisie»                       | 2:00       |
| 17. | «Pensieri Di Sesso»               | 2:29       |
| 18. | «Momenti Difficili»               | 4:19       |

## Критика до фільму
На узагальнюючому критичні відгуки ресурсі Rotten Tomatoes з 76 рецензій 55 % позитивні, а 34 рецензії негативні. На кінопорталі IMDb рейтинг фільму 7,4 на підставі 24 тис. голосів. На Metacritic фільм набрав 54 бали зі 100.
Стрічку «Малена» широко розкритикували за показ підліткового сексу і тому вона була успішною в Європі. Дистриб'ютор фільму в Північній Америці компанія «Fine Line Features» вирізала більш ніж 17 хвилин. У США фільм не здобув жодного успіху, але у 2005 році для любителів артгаузу в Північній Америці вийшов спеціальний DVD.
Сцени, де чоловіки з пожадливістю дивляться на Малену, перегукуються зі сценою з фільму Мікеланджело Антоніоні «Пригода» (1960), де в подібній ситуації виявляється героїня Монікі Вітті.

## Нагороди та номінації
| Нагороди та номінації | Нагороди та номінації                | Нагороди та номінації | Нагороди та номінації | Нагороди та номінації |
| Нагорода              | Категорія                            | Номінант              | Результат             |                       |
| --------------------- | ------------------------------------ | --------------------- | --------------------- | --------------------- |
| Оскар                 | Найкраща операторська робота         | Лайош Колтаї          | Номінація             |                       |
| Оскар                 | Найкраща музика до фільму            | Енніо Морріконе       | Номінація             |                       |
| Золотий глобус        | Найкращий фільм іноземною мовою      | «Малена»              | Номінація             |                       |
| Золотий глобус        | Найкраща музика до фільму            | Енніо Морріконе       | Номінація             |                       |
| BAFTA Awards          | Найкращий фільм не англійською мовою | «Малена»              | Номінація             |                       |
| Sannio FilmFest       | Найкращий чоловічий дебют            | Джузеппе Сульфаро     | Перемога              |                       |